# David Malki
Yankev (Jacob) Dovid Malki (Weinzaft) dit David Malki (19 juillet 1899 à Łódź - 7 octobre 1986 à Paris) est un rabbin français d'origine polonaise et hassidique, connu pour ses ouvrages en yiddish sur le Talmud et ses Sages, et en particulier pour son ouvrage Le Talmud et ses maȋtres publié en 1964 à Paris et sa traduction française par le rabbin Édouard Gourévitch et  l'avant-propos par le grand-rabbin de France Jacob Kaplan

## Biographie
David Malki est né le 19 juillet 1899 à Łódź en PologneŁódź en Pologne. 
Il est le fils du rabbin Pinhas (Pinkhesl) Weinzaft et de Tova Weinzaft. Il est l'époux de Chana Laufgass (Wrobel). 
Il étudie d'abord avec son père dans la Synagogue des Hassidim d'Alexandre et puis avec des tuteurs privés. À l'âge de 18 ans, il reçoit son ordination rabbinique. Toutefois, pour pouvoir occuper un poste de rabbin, il doit finir son éducation générale. 
En 1922-1923, il étudie au Séminaire rabbinique Hildesheimer de Berlin.
Dans les années 1930, il vit à Berlin et à Paris. Dans la capitale française, il survit comme peintre en bâtiment. Il retourne à Łódź, sa ville natale, où jusqu'au début de la Seconde Guerre mondiale, il est le secrétaire du rabbin Simkhe Treystman.
Avec l'invasion allemande en 1939, David Malki se réfugie dans la zone occupée par les soviétiques. Il est placé dans des camps soviétiques. En 1943, il représente les Juifs religieux dans le comité des réfugiés à Moscou. À la fin de l'année 1945, il retourne à nouveau à Łódź. Il est actif dans le comité central de Łódź inclus dans le Comité des Juifs de Pologne.
Durant l'été de 1946, il quitte Łódź et vit jusqu'en 1952 en Allemagne. De 1952 à 1957, il vit à Paris. En 1957 il habite en Israël. Après Israël, David Malki retourne une dernière fois en Pologne. David Malki quitte définitivement la Pologne et revient à Paris. 
David Malki est mort le 7 octobre 1986 à Paris, à l' Hôpital de la Pitié-Salpêtrière, à l'âge de 87 ans. Il était veuf et sa dernière adresse était au 17 rue Baudoin, dans le 13e arrondissement de Paris.

## Carrière littéraire
Il commence sa carrière littéraire en 1925 dans une analyse de Amos pour le journal yiddish Dos naye lebn (La nouvelle vie) de Łódź. Plus tard, il écrit pour le journal yiddish parisien Unzer Wort (Notre parole).
Il enseigne à l'université populaire de la Fédération juive de Pologne, sur la littérature talmudique.
Il publie aussi sous divers pseudonymes: Yankev V., Y. Vaynzaft, Y. Malḥi et Y. Malkhi.

## Œuvres
- Le Talmud et ses maȋtres. Traduit par Édouard Gourévitch. Avant-propos de Jacob Kaplan.  Editions Albin Michel,  1972[5]
- Le Talmud et ses maȋtres II; Les Sages de Yabneh. Traduit par Édouard Gourévitch.  Editions Albin Michel,  1983;  (ISBN 2-226-01671-6).
- חכמי יבנה /Ḥakhme Yavneh. (Les sages de Yavneh.). En hébreu et yiddish. Paris, 1978[6]
- פון דער משנה צום תלמוד /Fun der Mishne tsum Talmud. En hébreu et yiddish. Paris, 1983[7]